# Agastya
Agastya (Tamilska:அகத்தியர் Akattiyar, Sanskrit:अगस्त्य, Malayiska: Anggasta, Thailändska: Akkhot) var en tamilsk/vedisk siddhar eller helgon.

## Agastya och Lopāmudrā

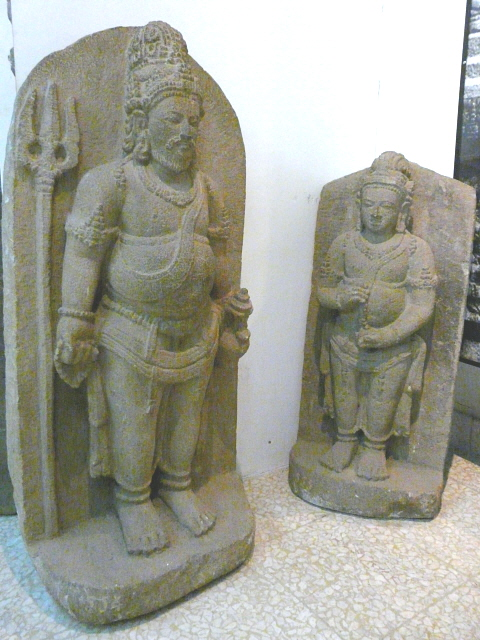
Den vänstra statyn representerar Agastya. Statyn är placerad på det arkeologiska museet i Prambanan, Java, Indonesien.

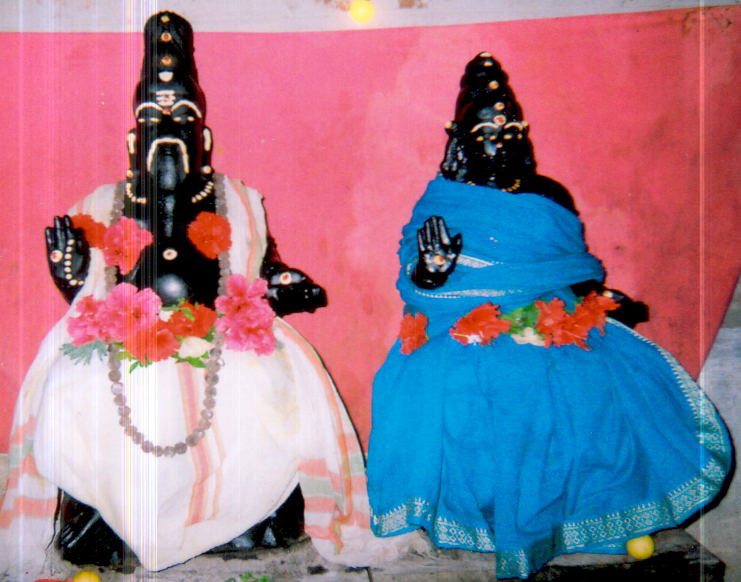
Agastya och Lopāmudrā

För att fullfölja sina plikter gentemot Manus behövde Agastya gifta sig och skaffa sig en son. För detta syfte skapade han sig en kvinna med precis rätt karaktär och personlighet med hjälp av sina magiska kunskaper i yoga.
Denna artikel är helt eller delvis baserad på engelska wikipedia.